# Synhoria testacea
Synhoria testacea là một loài bọ cánh cứng trong họ Meloidae. Loài này được Fabricius miêu tả khoa học năm 1781.